# Hypogäen an der Via dei Cristallini

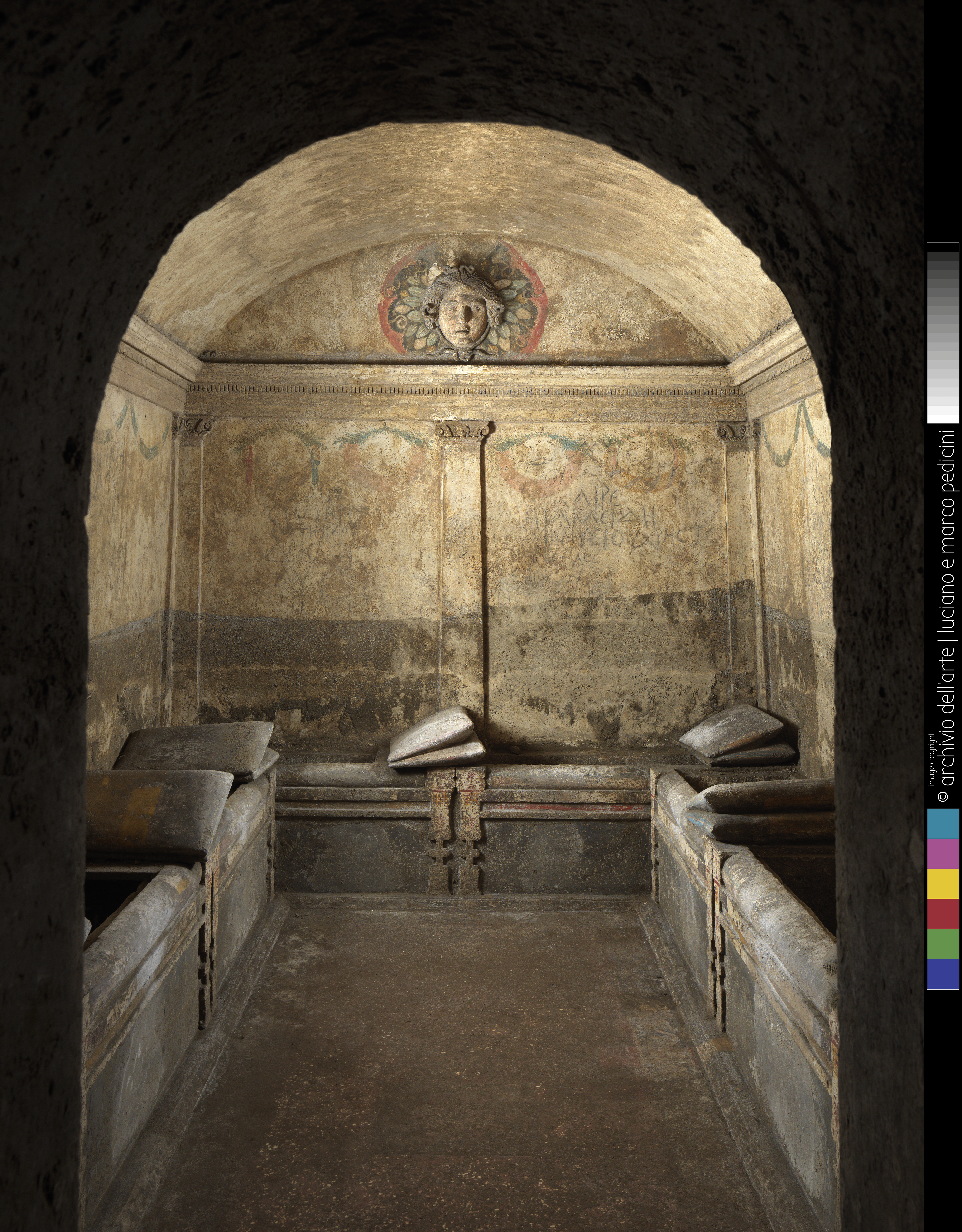
Ipogeo dei Cristallini. Tomb C

Die Hypogäen an der Via dei Cristallini (auch Ipogeo dei Cristallini) in Neapel sind vier in den Tuffstein gehauene, eigenständige Hypogäen. Sie lagen ursprünglich an einer Straße nordwestlich außerhalb der Stadtmauern des antiken Neapolis und dienten zwischen Hellenismus und römischer Kaiserzeit als Gräber. Die Grabkammern sind heute überbaut und nur durch einen unterirdischen Tunnelzugang in einem modernen Gebäude an der Via dei Cristallini, nach der die Gräber benannt wurden, zu erreichen. Ihre Fassaden lagen ursprünglich offen auf einer Felskante aus anstehendem Tuffstein entlang einer Straße. In der näheren Umgebung befinden sich weitere Grabkammern.

## Forschungsgeschichte
Der Komplex wurde 1889 im Garten des Palastes von Baron Di Donato entdeckt und lag zu dem Zeitpunkt in etwa 12 Metern Tiefe. Die Arbeiten dort dauerten bis Ende 1896. Zuerst wurde der Komplex von Gennaro Aspreno Galante publiziert. Giulio De Petra veröffentlichte 1898 die Inschriften in den Hypogäen.
In einem Inventar verschiedener Neapeler Hypogäen nahmen schließlich Angela Potrandolfo und Giuseppe Vecchio im Jahr 1985 die Forschung an den Gräbern der Via dei Cristallini wieder auf. In den nächsten Jahren folgten weitere Artikel von Potrandolfo und anderen Forschern und Forscherinnen, bis Ida Baldassare schließlich eine zusammenfassende Beschreibung des Grabes C veröffentlichte.
Eine detaillierte Interpretation und vor allem bildliche Aufnahme der einzelnen kleinen Reliefs und Malereien aus späteren Bauphasen sowie eine genaue Beschäftigung mit der Datierung der einzelnen Gräber stehen jedoch noch aus.

## Beschreibung
Die vier Hypogäen sind nebeneinander in den Fels gehauen. Sie weichen in der Ausrichtung nur sehr leicht voneinander ab. Der grundlegende Aufbau folgt bei allen vier Gräbern dem gleichen Muster. Es gibt immer einen annähernd quadratischen, oberen Raum mit umlaufenden Bänken, dessen Fußboden fast vollständig von einer Treppe eingenommen wird. Diese führt in einen tiefer liegenden, längeren rechteckigen Raum. Hier wurden an jeweils drei Wänden ca. 70–80 cm breite wie hohe Tuffbänke stehen gelassen und als Sarkophage ausgehöhlt. An den Langwänden entstanden so jeweils drei, an der Rückwand zwei als Klinen gestaltete Bestattungsplätze. Die Maße der einzelnen Kammern weichen leicht voneinander ab, bewegen sich jedoch immer um 3,70 × 3,00 m für die oberen, 3,70 × 6,70 m für die unteren Räume.
Ob die Decken in den oberen Räumen einheitlich gestaltet waren, kann aufgrund des schlechten Erhaltungszustandes nicht beurteilt werden. Die Decken der unteren Räume bestehen immer aus einem Tonnengewölbe. Alle Architekturglieder und -reliefs wurden direkt in den Tuffstein geschlagen.
Die Fassaden der Gräber folgen ebenfalls dem gleichen Schema: Jedes Grab hat eine große Eingangstür zwischen zwei Halbsäulen bzw. Pilastern. Eine weitere architektonische Gestaltung ist jedoch aufgrund des Erhaltungszustandes kaum nachzuweisen.

## Bemalung und Architektur
Im Grab C haben sich Wandbemalung und Architekturdekor erhalten. Die untere Grabkammer ist mit verschiedenartigen Girlanden an den Wänden und die Komposition des Raumes bestimmenden Architekturreliefs ausgestattet (Pilaster mit figürlichen Kapitellen, Architrav mit Zahnschnitt und Kymation, Tympanon mit Profilleiste, Giebeldach). Zusätzlich befindet sich in der Lünette an der Rückwand ein aus Relief und Bemalung zusammengesetztes Gorgoneion auf der Aigis. Die Eingangswand ist mit den Darstellungen einer aufgehängten Patera (Schüssel), einer Kanne sowie zweier Kandelaber bemalt. Die Art der Bemalung gilt als qualitativ hochwertig und kunstvoll.